# Gõ kiến nhỏ bụng hung
Dendrocopos hyperythrus là một loài chim trong họ Picidae.